# ベニハマグリ
ベニハマグリ（Mactra achatina, 英: agate mactra）は、マルスダレガイ目バカガイ上科バカガイ科バカガイ属の二枚貝。Mactra ormata Gray, Mactra maculosa Lamarck はシノニム。

## 分布
インド洋および太平洋に分布。日本国内では房総半島以南九州まで。その他中国大陸沿岸。

## 形態
殻長50ミリ。三角形に近い殻は薄く、膨らみはやや弱い。細かい皴を持つ黄褐色の殻皮に覆われる。殻表はなめらかで紫紅色、白色の小班あり。殻頂付近は紅色。殻の内側は白色または桃色。外套線湾入は浅く、丸い。

## 生態
潮間帯直下から水深60メートルの細砂底に生息。